# Lemdaninae
Die Lemdaninae (Syn. Enfilariinae) sind eine Unterfamilie der Filarien über 40 Arten. Sie sind größtenteils Parasiten bei Vögeln, einige auch bei Reptilien und Säugetieren.

## Merkmale und Entwicklungszyklus
Lemdaninae sind Onchocercidae, bei denen bei beiden Geschlechtern der Anus vor dem Ende liegt. Eine Mundhöhle ist gewöhnlich nicht ausgebildet. Die Kaudalpapillen sind spärlich, die Spicula sind entweder ähnlich in Größe und Form oder deutlich verschieden. Das Hinterende ist manchmal erweitert.
Als Zwischenwirt dienen Zweiflügler und Kieferläuse. Bei ihnen findet die Entwicklung von Larve 1 zu 3 statt. Das Larvenstadium 1 (wegen der Ähnlichkeit mit einer Wurst als ‚Sausage-Stadium‘ bezeichnet) ist breit, die infektiöse Larve 3 klein.

## Systematik
Hodda (2022) gliedert die Lemdaninae in eine Tribus (Lemdanini) mit sechs Gattungen:
- Aproctiana Skrjabin, 1934
- Chiropterofilaria Yeh Symes & Mataika, 1958
- Eufilaria Seurat, 1921
- Lemdana Seurat, 1917
- Sarconema Wehr, 1939
- Saurositus Macfie, 1924